# Novate Mezzola

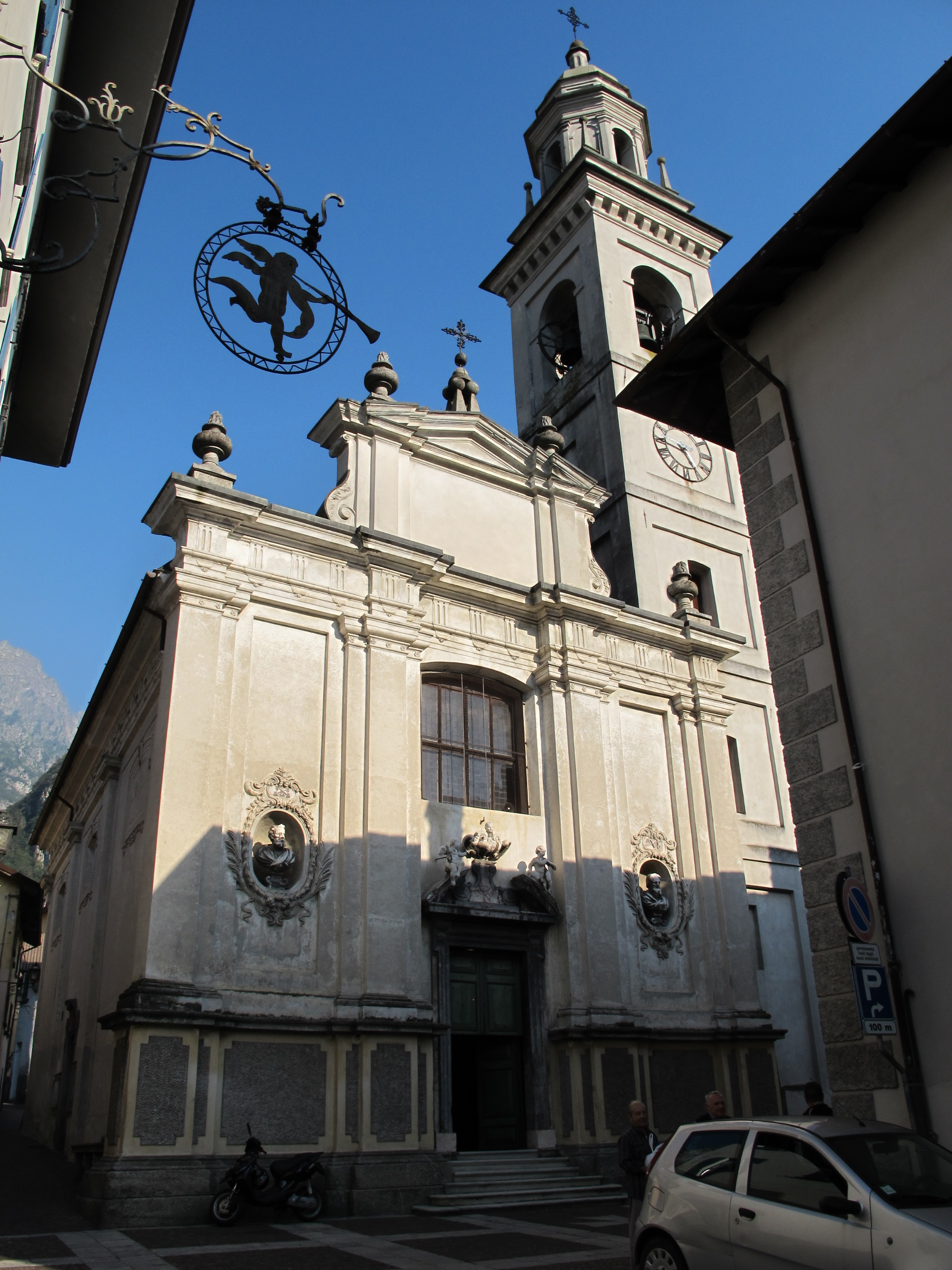
Novate Mezzola

Novate Mezzola là một đô thị ở tỉnh Sondrio trong vùng Lombardia của Italia, có vị trí khoảng 90 km về phía bắc của Milano và khoảng 35 km về phía tây của Sondrio, ở biên giới với Thụy Sĩ. Tại thời điểm ngày 31 tháng 12 năm 2004, đô thị này có dân số 1.713 người và diện tích là 99,7 km².
Novate Mezzola giáp các đô thị: Bondo (Thụy Sĩ), Cercino, Cino, Civo, Dubino, Mello, Piuro, Prata Camportaccio, Samolaco, Sorico, Traona, Val Masino, Verceia, Villa di Chiavenna.